# North Down (circonscription du Parlement britannique)

Circonscription électorale de North Down.

North Down est une circonscription électorale britannique située en Irlande du Nord.